# Епифанов, Владимир Николаевич
Влади́мир Никола́евич Епифа́нов  (род. 3 августа 1958 года) — артист Башкирского республиканского русского Драматического театра. Народный артист Республики Башкортостан (1998).  

## Биография
Епифанов Владимир Николаевич родился 3 августа 1958 года в г. Уфе.
В 1979 году окончил Уфимский институт искусств (педагог - Мельниченко П.Р.).
Владимир Николаевич работает в Башкирском республиканском Русском Драматическом театре в амплуа комедийного героя c 1979 года.

## Роли в спектаклях
Бессемёнов ("Мещане" - Горький М.); Бригелла ("Сумасбродка" - Гольдони К.); Звягинцев ("Кадриль" - Гуркин В.); Подколёсин ("Женитьба" - Гоголь Н.В.); Подсекальников ("Самоубийца" - Эрдман Н.Р.); Присыпкин ("Клоп" - Маяковский В.В.); царь Берендей ("Снегурочка" - Островский А.Н.); Шамраев ("Чайка" - Чехов А.П.), Иван Иванович Хостас ("Гадание Казотта" Д. Пригова).

## Награды и звания
- Народный артист Республики Башкортостан (1998).